# Giancarlo Zanatta
Giancarlo Zanatta (Nervesa della Battaglia, 1º febbraio 1938) è un imprenditore italiano, Fondatore di Tecnica.

## Biografia
Sposato e padre di tre figli. Nel 1960, sviluppando il calzaturificio aperto nel 1930 dal padre Oreste, fonda a Montebelluna la Tecnica Spa, che inizialmente produce scarpe da lavoro per gli operai delle Dolomiti. 
Nel 1970 crea il Moon Boot, il doposci per eccellenza, ispirandosi agli stivali indossati dagli astronauti dell’Apollo 11.
Nel 1989 acquisisce la Think Pink(abbigliamento sportivo), nel 1993 la Lowa, una società tedesca che produce scarpe da trekking e nel 1998 la Dolomite, nota azienda del Distretto Calzaturiero di Montebelluna legata alle spedizioni sul K2.
Nasce così il Gruppo Tecnica. 
Nel 2003 acquisisce la Nordica, altra Società di punta del Distretto dello Scarpone montebellunese, dalla Famiglia Benetton e nel 2006 la Blizzard dagli Austriaci.
Nel 2015 cede la Presidenza del Gruppo al figlio Alberto, fino ad allora Amministratore delegato.
Nel 2022 gli viene conferito il Premio Compasso d'oro 2022 alla Carriera per l’ideazione del Moon Boot.
Dal 1995 è Commendatore dell’Ordine al merito della Repubblica italiana.

## note
1. ↑  premio compasso d'oro alla carriera su Vogue.it

| Controllo di autorità | VIAF (EN) 6076159820918214000007 · ULAN (EN) 500463886 |